# Ghiacciaio Pearl Harbor
Il ghiacciaio Pearl Harbor è un ghiacciaio lungo circa 70 km situato nella parte nord-occidentale della Dipendenza di Ross, nell'Antartide orientale. Il ghiacciaio Pearl Harbor, il cui punto più alto si trova a quasi 1800 m s.l.m., si trova nella parte occidentale dei monti della Vittoria, dove fluisce verso est lungo il versante settentrionale della dorsale dei Cartografi, fino a unire il proprio flusso a quello del ghiacciaio Tucker, poco a nord della cresta Moraine.

Lungo il suo percorso, il flusso del ghiacciaio Pearl Harbor è arricchito da quello di diversi altri ghiacciai che gli si uniscono, tra cui quello dei ghiacciai Midway, McKellar e Summers, da nord, e dei ghiacciai Lensen e Whiplash, da sud.

## Storia
Il ghiacciaio Pearl Harbor è stato così battezzato dal reparto settentrionale della spedizione neozelandese di ricognizione geologica antartica svolta nel 1957-58, in onore dell'eroismo dimostrato dagli Stati Uniti d'America in occasione dell'attacco di Pearl Harbor.